# Leopold II Maximilian av Anhalt-Dessau
Leopold II Maximilian av Anhalt-Dessau, född 25 december 1700 i Dessau, död 16 december 1751 i Dessau, var en tysk furste som var regerande furste av Anhalt-Dessau från 1747 till 1751.

## Biografi
Leopold II Maximilian var son till Leopold I av Anhalt-Dessau och Anna Louise Föhse. Likt sin far tjänstgjorde han i Preussens armé. År 1742 utnämndes han på slagfältet vid Chotusitz till fältmarskalk.
Leopold gifte sig 1737 med Agnes av Anhalt-Köthen. Han efterträddes av sonen Leopold III av Anhalt-Dessau.